# 천국에서의 범죄
천국에서의 범죄(Un Crime Au Paradis, A Crime In Paradise)는 프랑스에서 제작된 장 베케르 감독의 2000년 영화이다. 자크 빌레렛 등이 주연으로 출연하였고 크리스찬 페크너 등이 제작에 참여하였다.

## 출연

### 주연
- 자크 빌레렛
- 조시앙 발라스코
- 앙드레 뒤솔리에

### 조연
- 수잔느 플론
- 제러드 에르난데즈
- 발레리 메레스

## 제작진
- 원작자: 사샤 기트리